# Camaragibe
Camaragibe é um município brasileiro do estado de Pernambuco (PE). Pertence à Região Metropolitana do Recife, sendo o seu sexto município mais populoso (atrás de Recife, Olinda, Jaboatão dos Guararapes, Paulista e Cabo de Santo Agostinho) e a oitava de Pernambuco.

## Geografia
Localiza-se a uma latitude 08º01'18" sul e a uma longitude 34º58'52" oeste, estando a uma altitude de 55 metros.

### Limites
| Noroeste: Paudalho, São Lourenço da Mata e Abreu e Lima | Norte: Paulista e Abreu e Lima     | Nordeste: Recife e Paulista |
| Oeste: São Lourenço da Mata e Paudalho                  |                                    | Leste: Recife               |
| Sudoeste: São Lourenço da Mata                          | Sul: São Lourenço da Mata e Recife | Sudeste: Recife             |

### Relevo
O relevo predominante no município é o de Tabuleiros Costeiros, relevo que predomina em todo litoral leste do nordeste, tendo altitudes médias que variam entre 50 e 100 metros acima do nível do mar.

### Vegetação
A vegetação nativa municipal é a mata atlântica, composta por florestas subperenifólias, com partes de floresta subcaducifólia.

### Solo
Os solos do município são representados pelos Latossolos e Podzólicos nos topos de chapadas e topos residuais.

### Geologia
O município está incluído, geologicamente, na Província da Borborema, sendo compostos dos seguintes litotipos: Salgadinho, Belém de São Francisco e Vertentes e da Suíte Calcialcalina de Médio a Alto Potássio Itaporanga e do Grupo Barreiras.

### Hidrografia
O município de Camaragibe está incluído nos domínios dos Grupos de Bacias Hidrográficas de Pequenos Rios Litorâneos. Seus principais rios são os rios: Capibaribe e Beberibe.

### Clima
O município tem o clima tropical, do tipo As´. Os verões são quentes e secos. Os invernos são amenos e úmidos, com o aumento de chuvas; as mínimas podem chegar a 15 °C. As primaveras são muito quentes e secas, com temperaturas que em algumas ocasiões podem chegar aos 35 °C.
| Dados climatológicos para Camaragibe               | Dados climatológicos para Camaragibe | Dados climatológicos para Camaragibe | Dados climatológicos para Camaragibe | Dados climatológicos para Camaragibe | Dados climatológicos para Camaragibe | Dados climatológicos para Camaragibe | Dados climatológicos para Camaragibe | Dados climatológicos para Camaragibe | Dados climatológicos para Camaragibe | Dados climatológicos para Camaragibe | Dados climatológicos para Camaragibe | Dados climatológicos para Camaragibe | Dados climatológicos para Camaragibe |
| Mês                                                | Jan                                  | Fev                                  | Mar                                  | Abr                                  | Mai                                  | Jun                                  | Jul                                  | Ago                                  | Set                                  | Out                                  | Nov                                  | Dez                                  | Ano                                  |
| -------------------------------------------------- | ------------------------------------ | ------------------------------------ | ------------------------------------ | ------------------------------------ | ------------------------------------ | ------------------------------------ | ------------------------------------ | ------------------------------------ | ------------------------------------ | ------------------------------------ | ------------------------------------ | ------------------------------------ | ------------------------------------ |
| Precipitação (mm)                                  | 107,8                                | 105,2                                | 182,6                                | 214                                  | 284,7                                | 371,7                                | 288,1                                | 182,8                                | 92,1                                 | 45,1                                 | 37,5                                 | 60,4                                 | 1 971,8                              |
| Fonte: Atlas Climatológico do Estado de Pernambuco |                                      |                                      |                                      |                                      |                                      |                                      |                                      |                                      |                                      |                                      |                                      |                                      |                                      |

## Demografia
Segundo a estimativa de 2013 do IBGE, Camaragibe possui uma população de 151.587 habitantes, distribuídos numa área de 51,257 km², tendo assim, uma densidade demográfica de 2.818,46 hab/km².

## Política
O Poder Executivo Municipal é exercido pelo prefeito Diego Da Rocha Cabral (Republicanos), eleito em 2024 com 45,39% dos votos válidos, ou 41.968 votos.
O Poder Legislativo Municipal é dirigido pelo Dr. Paulo André do Nascimento Duda (PSB), 2025-2026.

## Economia

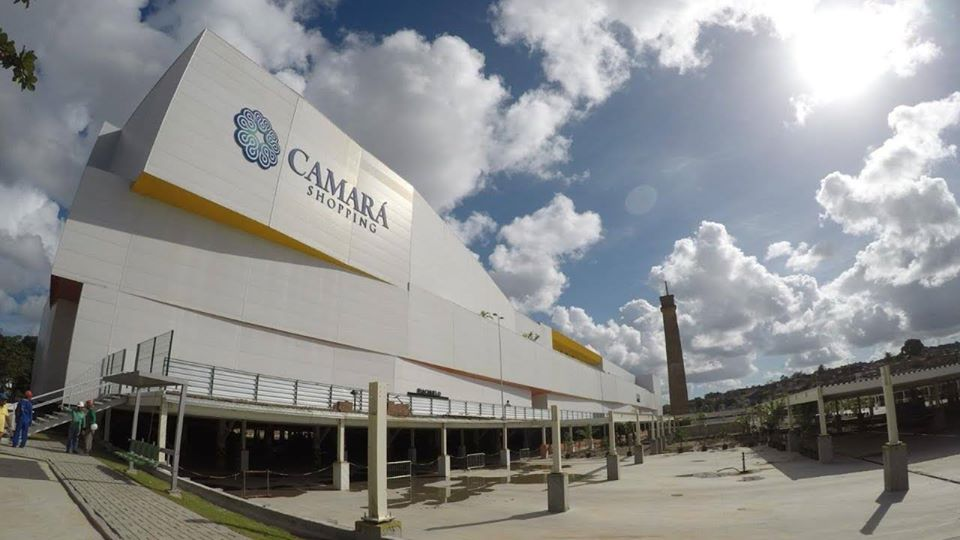
Shopping Camará

Segundo dados sobre o produto interno bruto dos municípios, divulgado pelo IBGE referente ao ano de 2017, a soma das riquezas produzidas no município é de 1.757.192 mil reais (15° maior do estado), sendo o setor de serviços o mais mais representativo na economia camaragibense, somando 642.002 milhões. Já os setores industrial e da agricultura representam 127.605 milhões e 10.817 milhões, respectivamente. O PIB per capita do município é de 11.238,05 mil reais (59° maior do estado), um dos menores da Região Metropolitana do Recife.
Em 2018, foi inaugurado o Camará Shopping (ou Shopping Camará) no município, com uma área construída de 61.000 m², estacionamento com 1500 vagas e conta com mais de 100 lojas, além de cinema e praça de alimentação. O projeto preserva oito hectares de fauna e flora. Toda a construção foi pensada de forma sustentável, com a aplicação de várias técnicas de construção civil e soluções inovadoras, como a instalação de um biodigestor para a geração de energia alternativa.

## Infraestrutura

### Educação
Camaragibe possui uma taxa de escolarização de 97,8% entre 6 a 14 anos de idade, a 47ª sétima maior do estado.

### Saúde
A cidade conta com cinquenta e seis estabelecimentos de saúde, sendo nove públicos.

### Esporte
A Cidade de Camaragibe Possui um Clube no Futebol Profissional, o Retrô Futebol Clube Brasil campeão do Campeonato Brasileiro Série D em 2024 e vice-Campeão Pernambucano em 2022, 2023 e 2025

## Turismo
O principal ponto turístico da cidade é a região do bairro de Aldeia, onde está a parte mais alta de Camaragibe, que atrai um maior número de visitantes ao município. Com clima agradável e coberto de verde, o local abriga diversos clubes de campos que alugam cavalos, spas, restaurantes acolhedores e hotéis campestres. Principalmente nos finais de semana, é grande o movimento de carros subindo a ladeira de Aldeia com passageiros dispostos a desfrutar da tranquilidade do campo nos confortáveis chalés, localizados em sítios rodeados de fruteiras e flores. Distante apenas 16 km do Recife, o local já passou a ser residência fixa de muitas pessoas que, diariamente, "descem" para trabalhar e à noite retornam para a tranqüilidade do campo.